# Ramona Bădescu
Ramona Bădescu (* 8. Februar 1980) ist eine französische Schriftstellerin rumänischer Herkunft.

## Leben
Ramona Bădescu wurde im Süden Rumäniens geboren und zog mit 10 Jahren in den Süden Frankreichs. Sie hat 2001 angefangen, Werke für Jugendliche zu verfassen und hat ihr erstes Buch in 2002 publiziert. Sie lebt heute in Marseille und ist Komikerin sowie Schriftstellerin im Rahmen von Theater und Poesie.
2001 traf Bădescu Benjamin Chaud, einen an der Kunsthochschule Straßburg ausgebildeten Illustrator, der sie bat, einen Charakter zu erstellen: einen pinkfarbenen Elefanten namens Pomelo, dessen Abenteuer durch den Verlag Albin Michel jeunesse veröffentlicht werden.
Sie ist im Besitz eines wissenschaftlichen und technischen Hochschuldiploms für theatrische Ausbildung. 2001 hat sie das Unternehmen Je sais bien mais quand même gegründet.

## Werke

### Bücher
- Tiens ! (2015)

Illustrationen von Olivier Balez
- À trois (2005)

Histoires de la grande forêt, Illustrationen von Aurore Callias
- Tristesse et chèvrefeuille (2010)
- Le Bal d'automne (2010)

Illustrationen von Benjamin Chaud
- L'amour ? (2005)
- 1 2 3 Perdu ! (2005)
- Monstres chéris (2006)
- Le Gros Camion qui pue de mon papa (2006)
- série Pomelo:
  - Pomelo est bien sous son pissenlit (2002)
  - Pomelo est amoureux (2003)
  - Pomelo rêve (2004)
  - Pomelo se demande (2006)
  - Pomelo s'en va de l'autre côté du jardin (2007)
  - Pomelo voyage (2009)
  - Pomelo grandit (2010)
  - Pomelo et les couleurs (2011)
  - Pomelo et les contraires (2011)
  - Pomelo et la grande aventure (2012)
  - Pomelo et les formes (2013)

Illustrationen von Delphine Durand
- Le Père Noël ne passera pas ! (2005)
- Gros Lapin (2007)

Illustrationen von Claire Franek
- Capitaine Futur et le voyage extraordinaire (2014)

Illustrationen von Bruno Gibert
- Ce que je peux porter (2015)

Illustrationen von Candice Hayat
- La Petite Musique de Noko (2007)

Illustrationen von Amélie Jackowski
- Artie & Moe, pas de sieste aujourd'hui ! - livre-CD, (2014)

Illustrationen von Joëlle Jolivet
- À Paris (2014)

Illustrationen von Chiaki Miyamoto
- Petit fantôme (2007)
- Mon panda (2008)

Illustrationen von Irène Schoch
- Un nuage dans la poche (2006)

### Theater
- Le Mouton cachalot, avec Sophie Agnel (piano) et Catherine Jauniaux (voix), images de Juliette Agnel, 2007[1]
- Moi, canard, von Enora Boëlle gedreht, vom joli collectif produziert, 2015[2]